# Urocricetus
Urocricetus – rodzaj ssaków z podrodziny chomików (Cricetinae) w obrębie rodziny chomikowatych (Cricetidae).

## Rozmieszczenie geograficzne
Rodzaj obejmuje gatunki występujące w Chińskiej Republice Ludowej, Indiach i Nepalu.

## Morfologia
Długość ciała (bez ogona) 80–112 mm, długość ogona 29–64 mm, długość ucha 13–18 mm, długość tylnej stopy 15–18 mm; masa ciała 20–48 g.

## Systematyka
Rodzaj zdefiniował w 1903 roku rosyjski zoolog Konstantin Satunin w artykule poświęconym nowym gryzoniom zebranym podczas najważniejszych rosyjskich wypraw do Azji Środkowej, opublikowanym w czasopiśmie Jeżegodnika Zoologiczeskago Muzieja Impieratorskoj Akadiemіi Nauk. Gatunkiem typowym jest (oznaczenie monotypowe) chomiczak tybetański (U. kamensis)

### Etymologia
Urocricetus: gr. ουρα oura ‘ogon’; rodzaj Cricetus Leske, 1779 (chomik).

### Podział systematyczny
Takson wyodrębniony na podstawie danych molekularnych z Cricetulus. Do rodzaju należą następujące gatunki:
| Grafika | Gatunek              | Autor i rok opisu | Nazwa zwyczajowa     | Podgatunki         | Rozmieszczenie geograficzne | Podstawowe wymiary                       | Status IUCN |
| ------- | -------------------- | ----------------- | -------------------- | ------------------ | --- | ---------------------------------------- | ----------- |
|         | Urocricetus lama     | (Bonhote, 1905)   | chomiczak górski     | gatunek monotypowy | południowo-zachodnia Chińska Republika Ludowa (południowo-zachodni Sinciang i zachodni Tybet), północno-zachodnie Indie i zachodni Nepal | DC: 8–10 cm DO: 2,9–4,2 cm MC: 22–48 g   | LC          |
|         | Urocricetus kamensis | Satunin, 1903     | chomiczak tybetański | gatunek monotypowy | endemit Chińskiej Republiki Ludowej (Qinghai, Tybet i północno-zachodni Syczuan)                                                         | DC: 8,8–11,2 cm DO: 3–6,4 cm MC: 20–40 g | LC          |

Kategorie IUCN:  LC  – gatunek najmniejszej troski. 